# Guarnición de Ejército Pigüé
La Guarnición de Ejército (Guar Ej) «Campamento Cura Malal» o «Pigüé» es una base del Ejército Argentino.
En el año 1993 se creó la Base de Apoyo Logístico «Pigüé». Dos años después, se estableció el Regimiento de Infantería Mecanizado 3 que provenía de La Tablada.
Está compuesta por el Regimiento de Infantería Mecanizado 3 «General Belgrano» (RI Mec 3) y la Base de Apoyo Logístico «Pigüé» (BAL Pigüé). Además cuenta con el Campo de Instrucción, el cual sirve para ejercicios de las unidades.
La plaza de armas se denomina «Teniente Coronel Horacio Fernández Cutiellos», oficial del Ejército muerto en combate en el copamiento del cuartel de La Tablada.